# Dahomey-Zwergrind

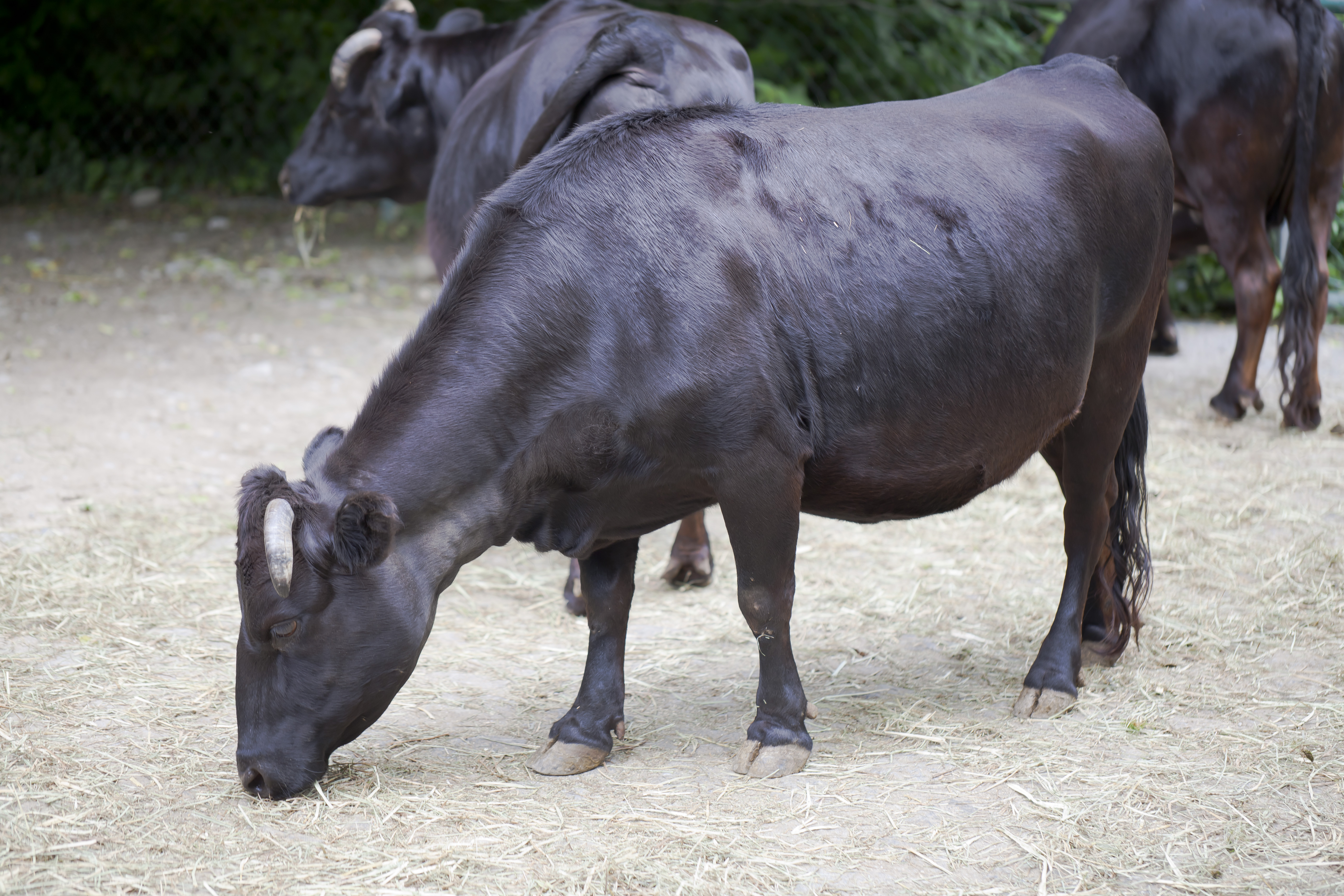
Der Münchner Tierpark Hellabrunn zeigt Dahomey-Zwergrinder als bedrohte Haustierrasse

Das Dahomey-Zwergrind ist eine der kleinsten Rinderrassen der Welt, erreicht eine Körpergröße von nur rund einem Meter und ein Gewicht von nicht mehr als 300 Kilogramm. Da seine wirtschaftliche Bedeutung gering ist, wird es vornehmlich als Liebhaberrasse gehalten.
Bei Zwergrassen war die reduzierte Futtermenge und der geringe Platzbedarf der Grund für die Züchtung. Das Dahomey-Zwergrind jedoch ist eine „ursprüngliche“ Zwergrasse, denn es ist aufgrund der widrigen Umweltbedingungen klein.

## Herkunft
Die Zwergrasse kam Anfang des 20. Jahrhunderts nach Europa, als der Zoo Antwerpen sie zu Futterzwecken bei einem Raubtiertransport aus Westafrika einführte. Der Bestand geht wahrscheinlich auf Tiere aus Belgisch Kongo zurück, wohin diese 1904 wiederum aus Dahomey, dem heutigen Benin, gelangten.

## Eigenschaften
Die kleinen Rinder sind einfarbig schwarz oder grau. Fast alle Tiere haben weiße Bauchflecken. Die Hörner sind nach vorne gebogen. Sie haben eine Widerristhöhe bis 105 cm. Dem Dahomey-Zwergrind werden Genügsamkeit, Temperament, Fruchtbarkeit und sehr gute Muttereigenschaften zugeschrieben. Die geringe Milchleistung reicht nur für die Aufzucht des eigenen Kalbes. Aufgrund des geringen Gewichtes eignet sich die Rasse gut für die Landschaftspflege, wo sie kaum Trittschäden verursacht.

## Haltung
Zentrum der Zucht ist Deutschland mit einigen umliegenden Ländern (Niederlande, Belgien, Schweiz, Österreich, Frankreich, Tschechien) mit etwa 50 Haltern, Die Zootierliste gibt im Jahr 2020 19 Tiergärten in Deutschland an, die die Rasse halten, und 11 in den genannten Nachbarländern, wo heute etwa 500 dieser Zwergrinder gehalten werden.